# Earinus
Earinus – rodzaj błonkówek z rodziny męczelkowatych. Gatunkiem typowym jest Earinus gloriatorius.

## Zasięg występowania
Holarktyka, kraina orientalna i płd. część Ameryki Południowej. Rodzaj liczniejszy w regionach o chłodniejszym klimacie.

## Biologia i ekologia
Żywicielami są motyle z rodzin sówkowatych i zwójkowatych.

## Systematyka
Do rodzaju zaliczanych jest 28 opisanych gatunków:

- Earinus albopilosus
- Earinus aurantius
- Earinus bicingulatus
- Earinus bicolor
- Earinus bimaculatus
- Earinus bourguignoni
- Earinus brevistigmus
- Earinus burmensis
- Earinus chubuquensis
- Earinus delusor
- Earinus elator
- Earinus erythropoda
- Earinus gloriatorius
- Earinus hubrechtae
- Earinus jezoensis
- Earinus limitarus
- Earinus longensis
- Earinus nitidulus
- Earinus ochropes
- Earinus pilosus
- Earinus rufofemoratus
- Earinus scitus
- Earinus thoracicus
- Earinus transversus
- Earinus unicolor
- Earinus wuyiensis
- Earinus zeirapherae
- Earinus zonatus